# 이정일 (1947년)
이정일(李正一, 1947년 11월 3일 ~ 2009년 3월 4일)은 대한민국의 제16,17대 국회의원이다.

## 학력
- 1960년 목포유달국민학교 졸업
- 1963년 목포제일중학교 졸업
- 1966년 서울공업고등학교 졸업
- 1973년 한양대학교 공업경영학 학사

### 명예 박사 학위
- 1995년 카자흐스탄 국립대학교 명예정치학 박사

## 수상
- 1982년 : 조세의 날 재무부 장관상표창
- 1987년 : 조세의 날 대통령상 표창
- 1999년 : 올해의 자랑스런 광주전남인상

## 역대 선거 결과
|  | 43.29% |

|  | 55.47% |